# Rhodanthidium sticticum
Rhodanthidium sticticum är en biart som först beskrevs av Fabricius 1787.  Rhodanthidium sticticum ingår i släktet Rhodanthidium och familjen buksamlarbin. Inga underarter finns listade i Catalogue of Life.